# Ralph Woods
Ralph Woods (2. května 1986, Québec, Kanada) je kanadský pornoherec. Patří mezi herce bratislavského produkčního studia pro homosexuální pornofilmy Bel Ami a je jedním z mála jeho herců, kteří nepocházejí ze Slovenska, a kteří vystupují otevřeně jako homosexuálové.

## Kariéra
V 18 letech se Woods přestěhoval do Montréalu a začal kariéru v sexuálním průmyslu jako striptér. Následně začal pracovat pro produkční studio Falcon Entertainment a později pro Bel Ami (nikoliv však exkluzivně).

## Filmografie
- 2009: Private Life of Ralph Woods
- 2008: French Kiss
- 2007: Some Like It Big
- 2007: Bel Ami XL Files Part 6
- 2006: Spokes III
- 2006: Big Dick Club

## Ocenění
- GayVN Awards (2009): nejlepší herec v zahraničním filmu (French Kiss)